# Coelostoma jaechi
Coelostoma jaechi – gatunek chrząszcza z rodziny kałużnicowatych i podrodziny Sphaeridiinae. Występuje endemicznie w Chinach.

## Taksonomia
Gatunek ten opisali po raz pierwszy Jia Fenglong, Lin Renchao, Chan Eric, Andre Skale i Martin Fikáček w 2017 roku. Jako miejsce typowe wskazano Sha Lo Tung w dystrykcie Tai Po w Hongkongu. Epitet gatunkowy nadano na cześć Manfreda Jächa, specjalisty od chrząszczy wodnych.
W obrębie rodzaju Coelostoma gatunek ten zaliczany jest do podrodzaju Lachnocoelostoma, który w Chinach reprezentują również C. bifidum, C. coomani, C. gentilii, C. hajeki, C. hongkongense, C. horni, C. huangi, C. jaculum, C. phallicum, C. phototropicum, C. tangliangi, C. transcaspicum, C. turnai, C. vagum oraz C. wui.

## Morfologia
Chrząszcz o owalnym, silnie wysklepionym ciele długości od 4,3 do 4,9 mm i szerokości od 3 do 3,1 mm. Ubarwiony jest czarno z żółtawymi do rudobrązowych narządami gębowymi i czułkami, ciemnorudymi udami i goleniami, jasnorudymi stopami oraz rudym owłosieniem spodu ciała. Głowa i pokrywy mają wierzch punktowany gęsto i umiarkowanie grubo, przy czym boki pokryw punktowane są silniej, ale punkty te nie tworzą tam rzędów. Przedplecze natomiast punktowane jest nieco delikatniej. Czułki buduje dziewięć członów i wieńczy luźno zestawiona buławka. Tarczka jest niewiele dłuższa niż szeroka, punktowana tak jak przedplecze. Odnóża mają w tyle ud głębokie bruzdy do chowania goleni. Uda środkowej pary są gęsto owłosione, tylnej zaś rzadko punktowane i gęsto mikrorzeźbione. Żeberka na środku przedpiersia są umiarkowanie rozwinięte i formują silny, ząbkowaty wyrostek przednio-środkowy. Wyrostek śródpiersia jest wyniesiony i ma kształt grotu strzały. Środkowa część zapiersia jest mocno wyniesiona i szeroko wnika między biodra środkowej pary, łącząc się z wyrostkiem śródpiersia. Odwłok jest na spodzie gęsto owłosiony. Pierwszy z widocznych jego sternitów (wentryt) ma żeberko ciągnące się od nasady nieco za połowę długości. Piąty z wentrytów ma wierzchołkową krawędź z wykrojeniem i szeregiem tęgich szczecin. Genitalia samca mają szeroki, prawie równoległoboczny, tylko nieco przed szczytem rozszerzony, a na szczycie lekko wykrojony płat środkowy edeagusa. Poprzeczny gonopor położony jest na nim przedwierzchołkowo. Dłuższe od środkowego płata paramery mają strony zewnętrzne zafalowane w przedniej ⅓, a wierzchołki ścięte z zaokrąglonymi zewnętrznymi narożnikami.

## Występowanie
Owad ten jest endemitem Chin, znanym wyłącznie z Hongkongu.